# Вижай (Свердловская область)
Вижай — посёлок в Свердловской области России, административно подчинённый городу Ивделю. Входит в Ивдельский муниципальный округ. В 1930—1980 годах был населён главным образом сотрудниками Ивдельлага.

## Географическое положение
Посёлок расположен в 66 километрах (по дороге в 76 километрах) к северу от города Ивделя, в горно-таёжной местности, на правом берегу реки Лозьвы, в устье её правого притока — реки Вижай.

## История
От Вижая начинаются маршруты до популярных туристических объектов. Посёлок был предпоследним населённым пунктом, который посетила группа Дятлова перед выходом в роковой поход. Он же должен был быть конечным пунктом активной части их маршрута. Благодаря этому Вижай получил известность в документалистике и художественных произведениях.
Посёлок сильно пострадал при пожаре в мае 1991 года.
11 августа 2010 года в результате лесных пожаров Вижай практически полностью выгорел. Уцелели один дом на берегу реки и памятник героям Великой Отечественной войны. Погибших не было. Население в количестве 26 человек переселено в Ивдель. Официально восстановление посёлка не планируется.
Спустя некоторое время по распоряжению районной администрации уцелевший дом был разрушен. Восстановлению поселения силами бывших жителей власти препятствуют. Несмотря на это люди вернулись в посёлок, построены дома. Силами погорельцев начато восстановление кладбища.

## Население
| 2002 | 2010 |
| ---- | ---- |
| 67   | ↘0   |

| 2015 | 2020 | 2023 |
| ---- | ---- | ---- |
| 12   | 12   | 16   |